# Labirynt (Zimny Dół)
Labirynt – grupa skał w dolinie Zimny Dół we wsi Czułów w województwie małopolskim, w powiecie krakowskim, w gminie Liszki. Pod względem geograficznym jest to obszar  Garbu Tenczyńskiego będącego południowym fragmentem Wyżyny Krakowsko-Częstochowskiej.
Skały Labiryntu znajdują się na porośniętych lasem orograficznie prawych zboczach Zimnego Dołu, w obrębie rezerwatu przyrody Zimny Dół. Przy drodze prowadzącej dnem Zimnego Dołu znajduje się tablica informacyjna rezerwatu i Małopolskiego Szlaku Turystycznego. Od tablic tych prowadzi pomiędzy skałami Labiryntu ścieżka dydaktyczna. Zbudowane z wapienia zrostkowego skały Labiryntu tworzą różnorodne formy skalne; baszty, skalne grzyby i mury skalne. Ich charakterystyczną cechą jest tworzenie długich okapów, często o znacznym wysięgu. Wspinacze uprawiający na nich bouldering nadali skałom nazwy. W kolejności od północnego wschodu na południowy zachód są to: Skała z Kapliczką, Dwa Daszki, Niski Okap, Długi Okap, Wysoki Okap, Skała z Grotą, Rozległa Od czasu utworzenia rezerwatu przyrody wspinaczka na skałach jest zabroniona.
Oprócz skał Labiryntu w obrębie rezerwatu przyrody Zimny Dół znajduje się skała o nazwie Wielka Zerwa, będąca najwyższą skałą w rezerwacie, oraz grupy skalne: Głazy, Kanion i Przełaz. W obrębie skał są też schroniska: Schronisko między Okapami, Okap za Zerwą Pierwszy, Okap za Zerwą Drugi, Tunel w Uliczkach.

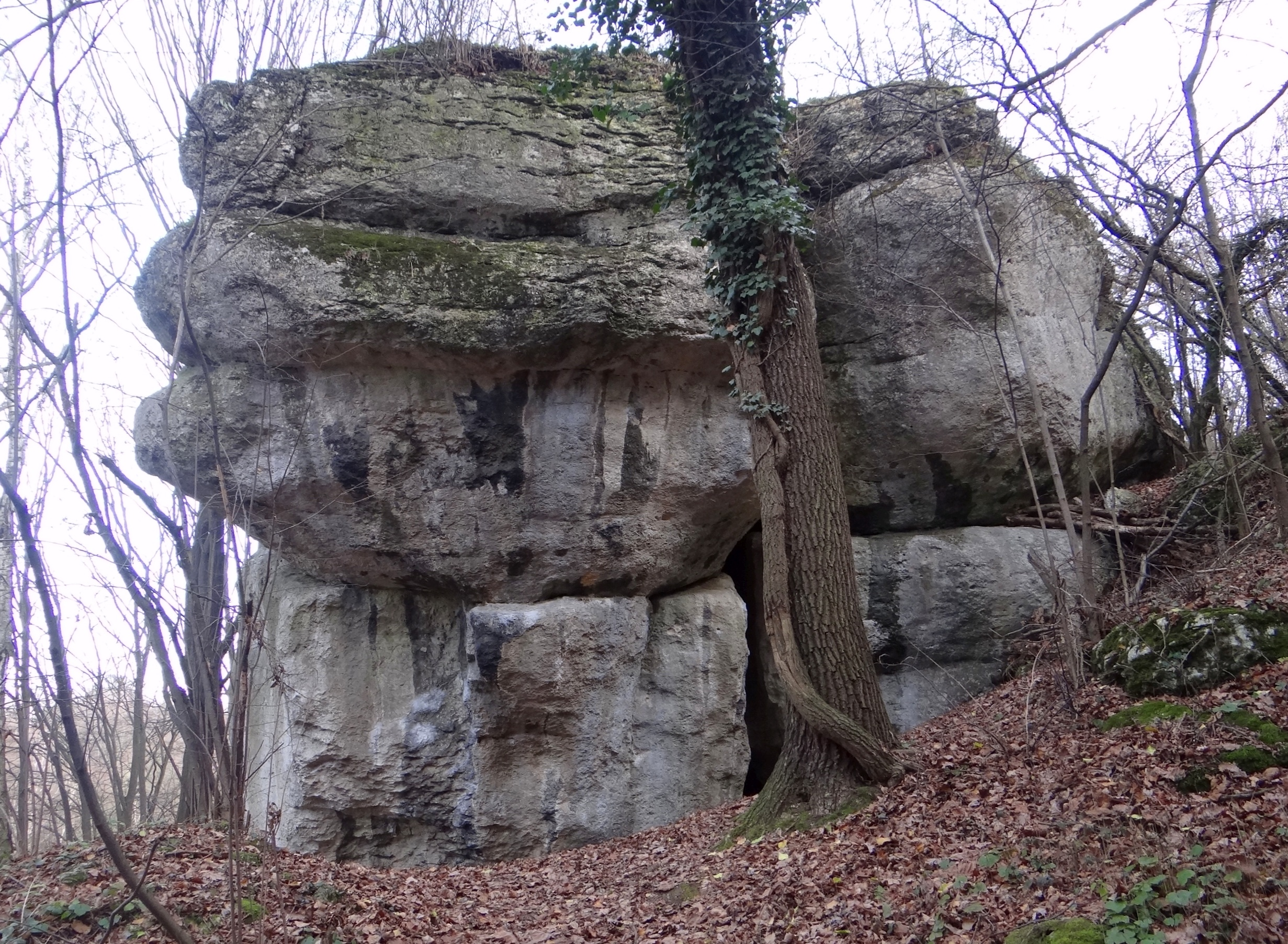
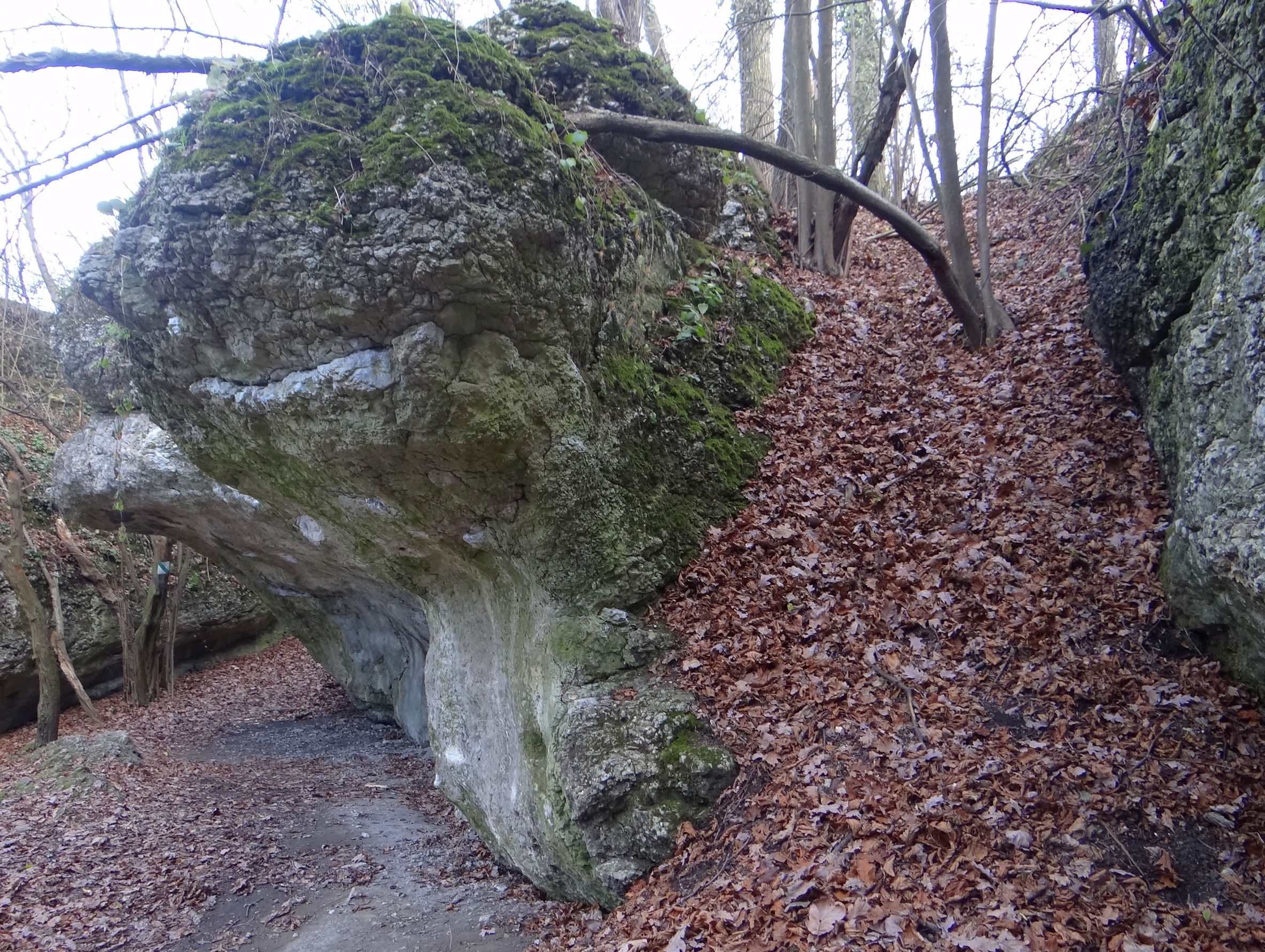
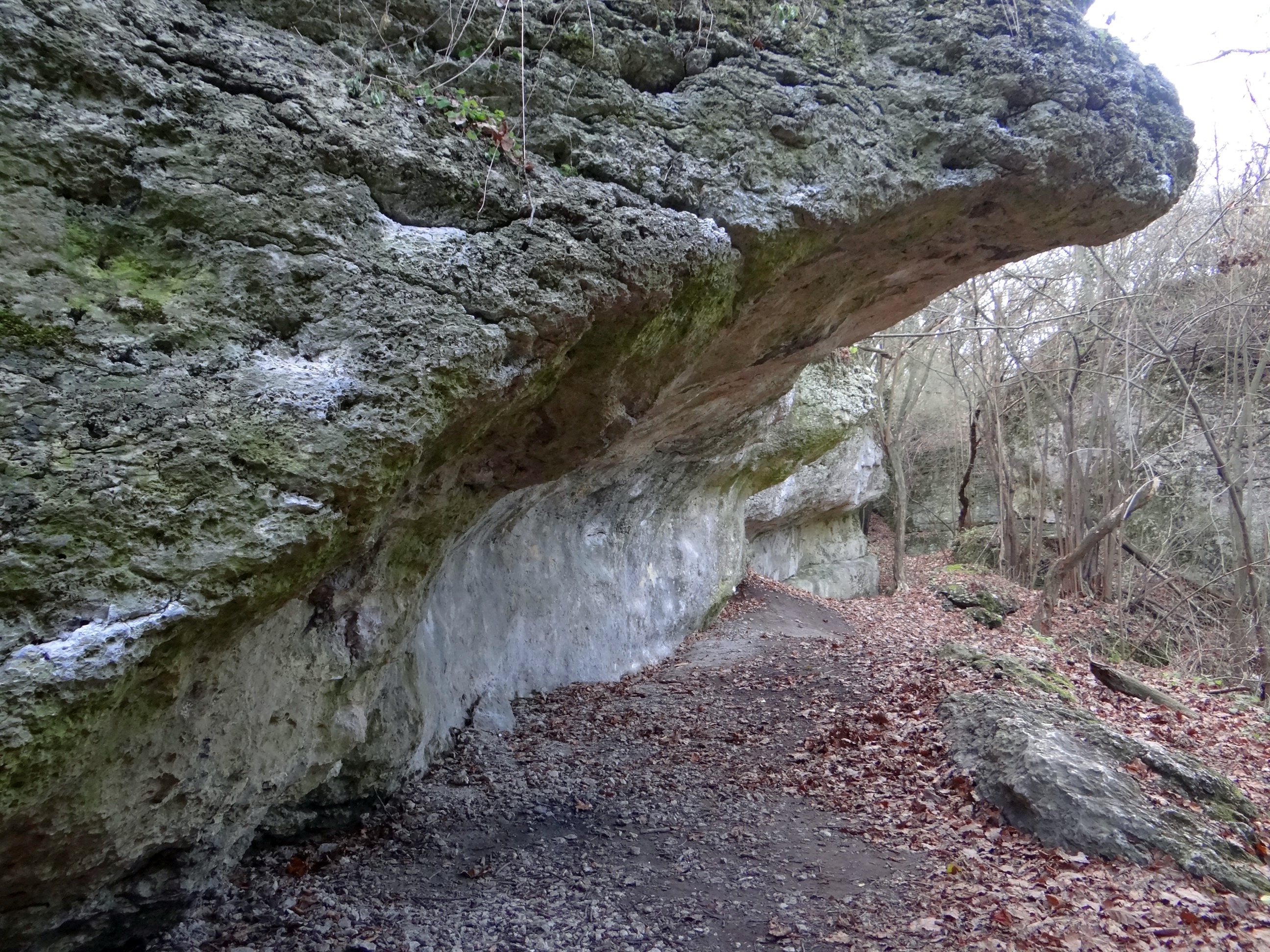
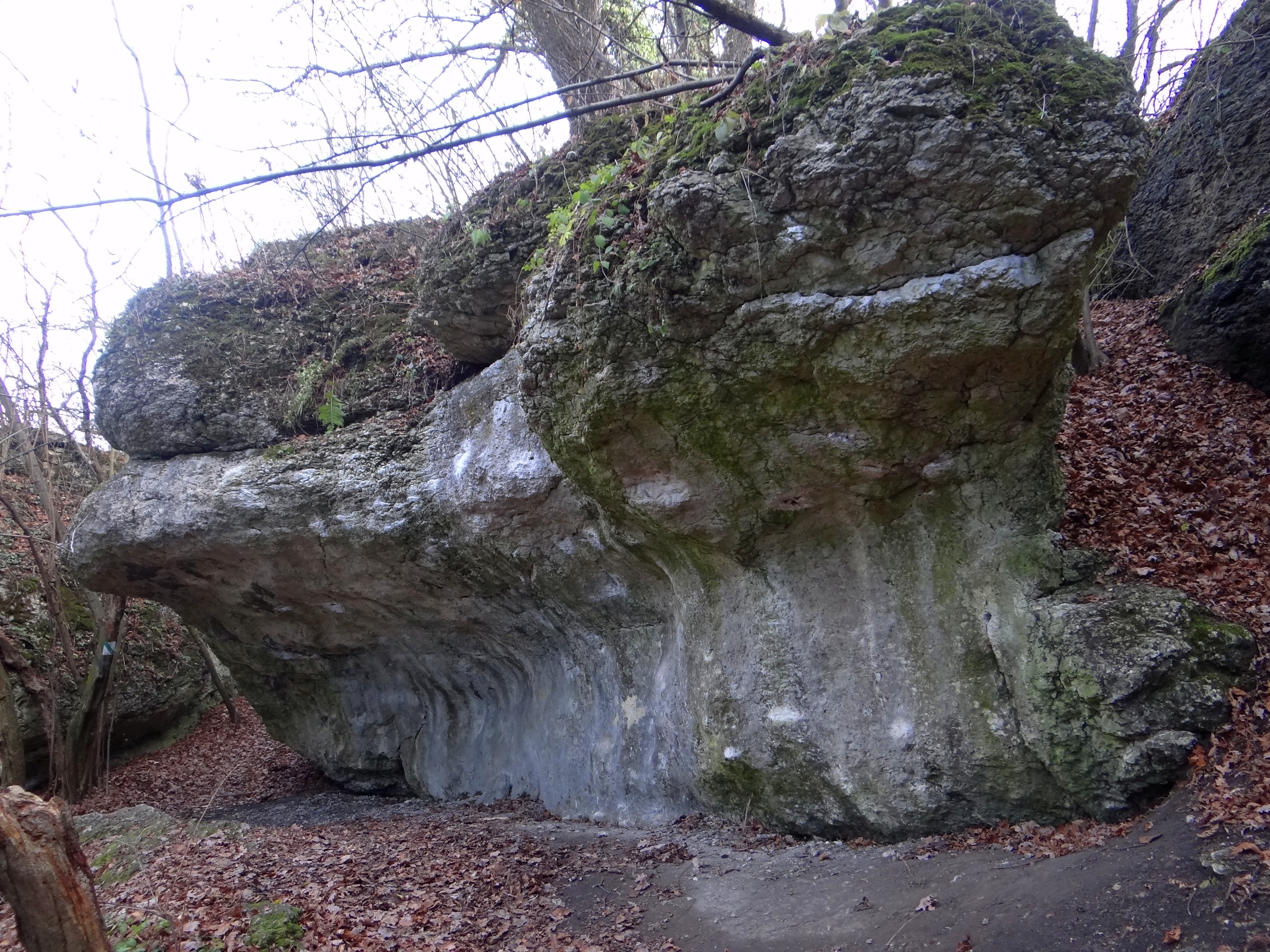
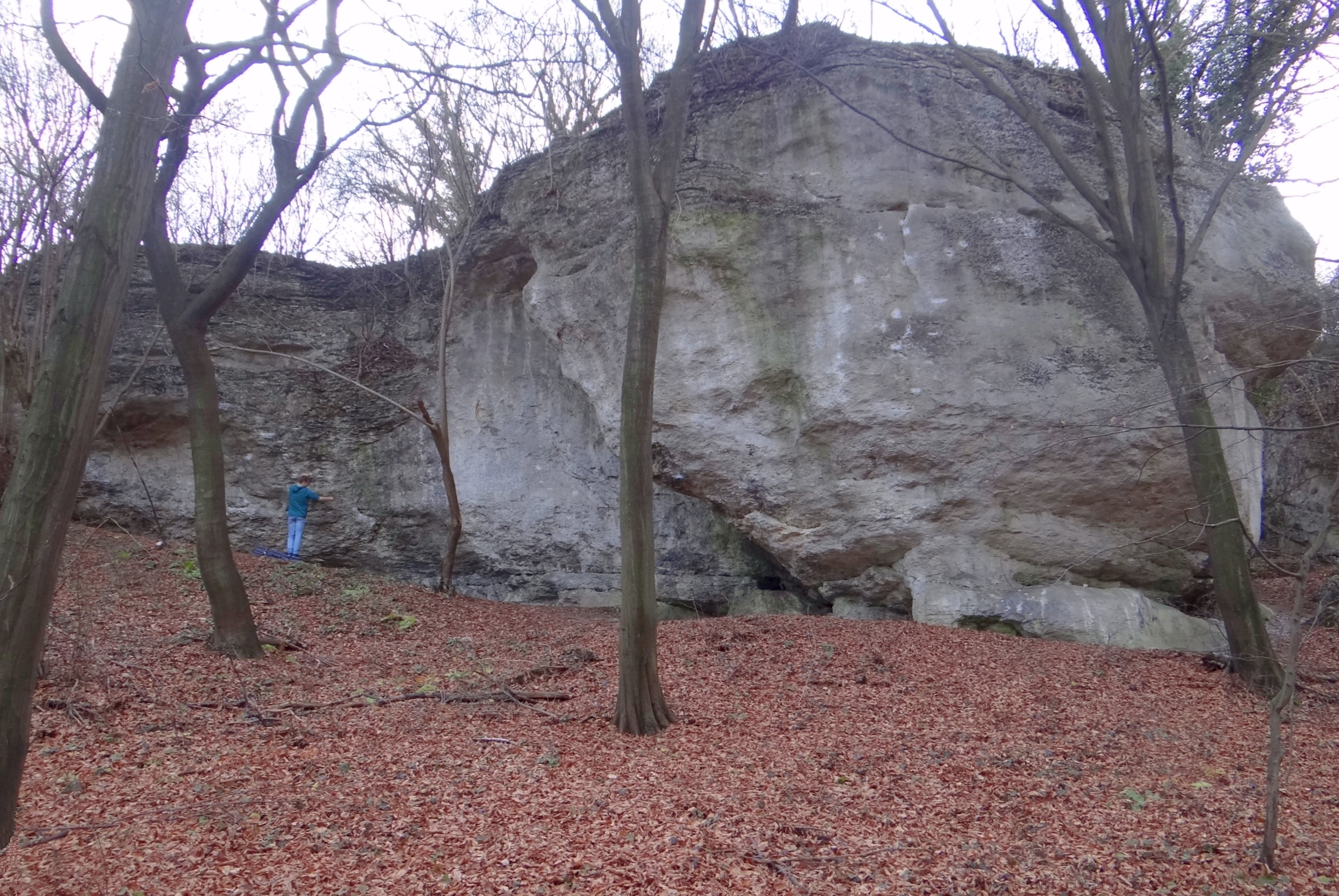
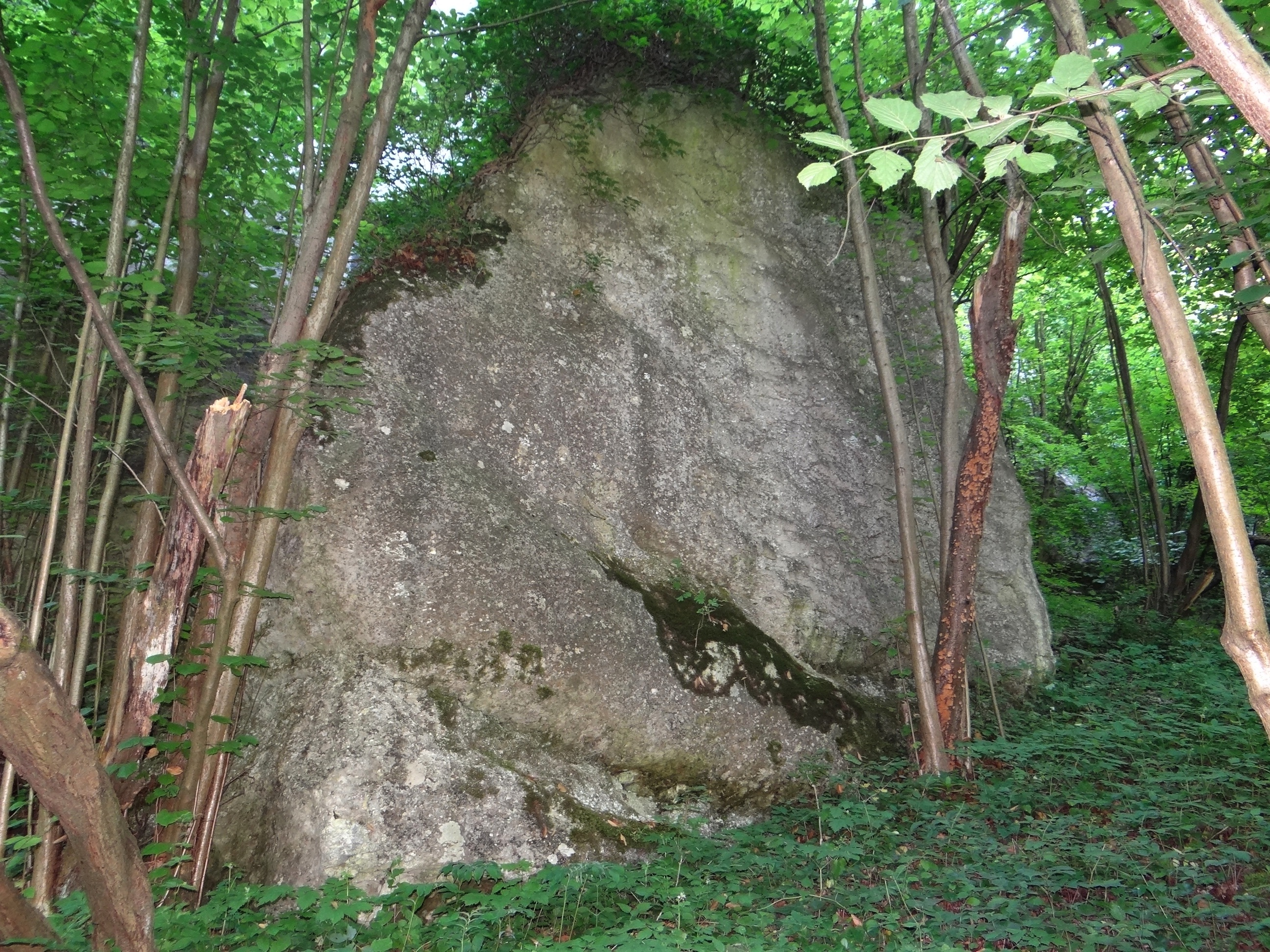
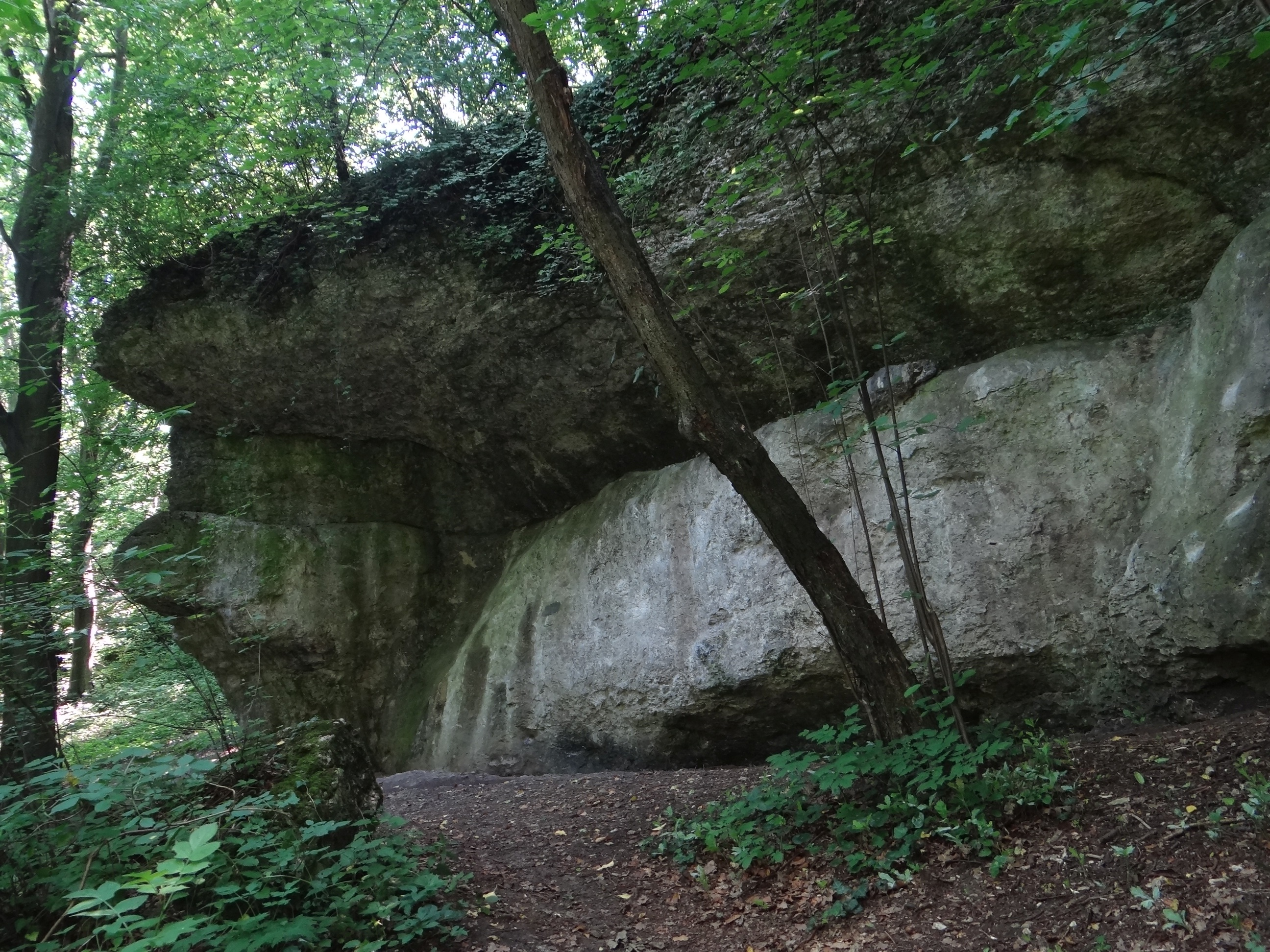
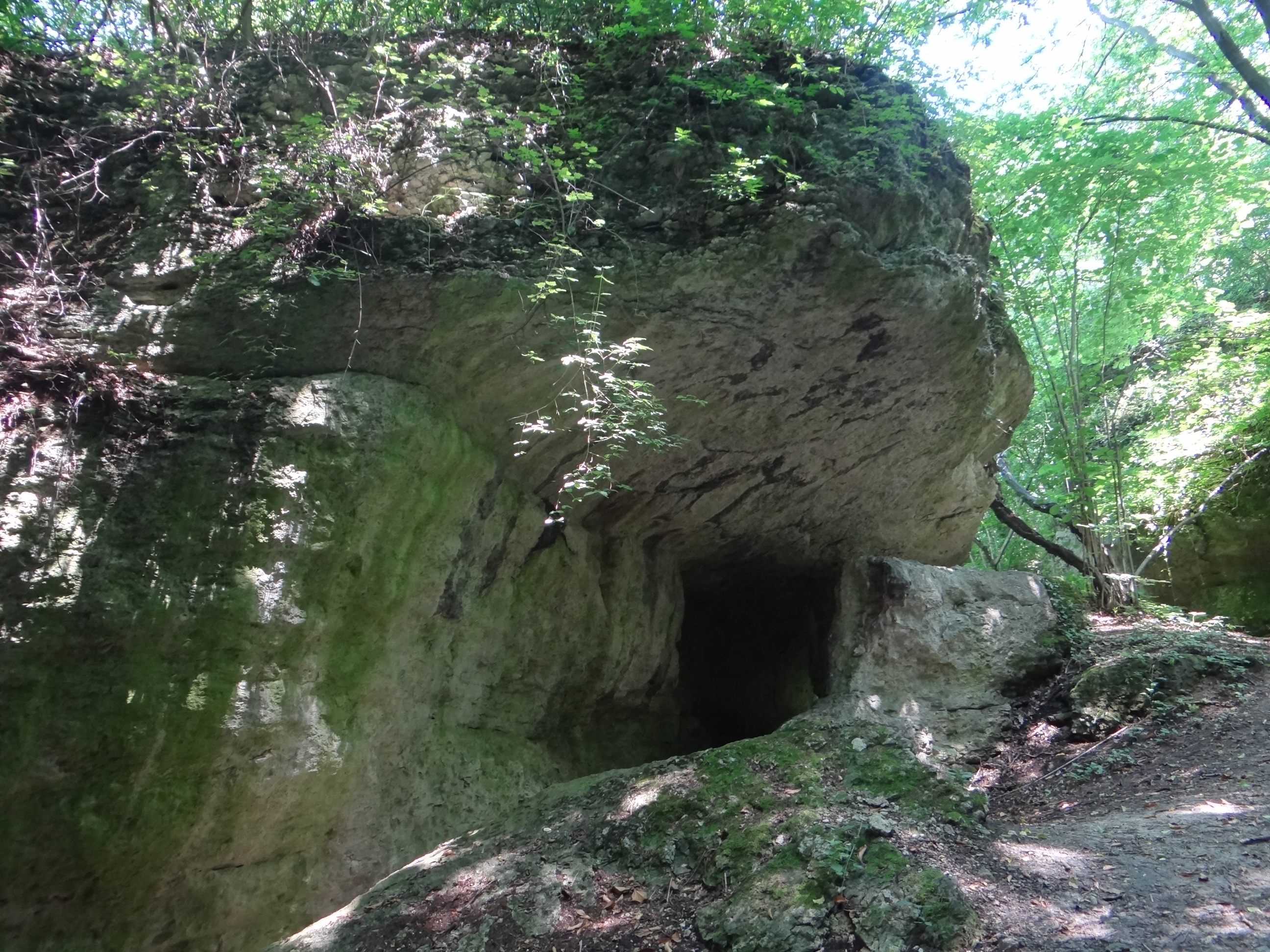